# Wiaczesław Kotionoczkin
Wiaczesław Michajłowicz Kotionoczkin (ros. Вячеслав Михайлович Котёночкин; ur. 20 czerwca 1927 w Moskwie, zm. 20 listopada 2000 tamże) – rosyjski reżyser, rysownik oraz animator, Ludowy Artysta RFSRR (1987). Twórca serii kreskówek „Wilk i Zając”.
Jego synem jest Aleksiej Kotionoczkin, który w 2005 roku rozpoczął dalszą produkcję odcinków.

## Życiorys
Wiaczesław Michajłowicz Kotionoczkin urodził się 20 czerwca 1927 roku w Moskwie. W czasie II wojny światowej uczył się w szkole dla artylerzystów. Pojawił się w Sojuzmultfilmie w 1946 roku, gdzie był reżyserem i animatorem. Najpierw był inscenizatorem.
Dużą popularność przyniósł mu film nakręcony w 1965 roku – Żaba wędrowniczka (ros. Лягушка путешественница, wym. ljaguszka putieszestwiennica) – ale największą sławę przyniosło mu Nu, pogodi! („Wilk i Zając”).
W 1985 otrzymał Order Uśmiechu, odznaczenie z którego był najbardziej dumny. W 1988 otrzymał Nagrodę Państwową ZSRR.
W 1999 ukazała się książka Ну, Котёночкин, погоди! („Nu, Kotionoczkin, pogodi!”), która zawierała wspomnienia Wiaczesława.
Zmarł po ciężkiej chorobie 20 listopada 2000 roku w Moskwie. Został pochowany na Cmentarzu Wagańkowskim.

## Wybrana filmografia

### Reżyser
- 1967: Prorocy i lekcje
- 1969–1993: Wilk i Zając (odc. 1–18)
- 1981: Na ratunek
- 1983: Odważna myszka
- 1988: Kotek z ulicy Liziukowa

### Animator
- 1949: Lew i zając (Лев и заяц)
- 1949: Obcy głos (Чужой голос)
- 1950: Jeleń i wilk (Олень и Волк)
- 1950: Niedźwiedź Dreptak i jego wnuczek (Дедушка и внучек)
- 1950: Czarodziejski skarb (Волшебный клад)
- 1951: Na wysokiej górze (Высокая горка)
- 1951: Leśni podróżnicy (Лесные путешественники)
- 1952: Kasztanka (Каштанка)
- 1952: Szkarłatny kwiat (Аленький цветочек)
- 1952: Śnieżka (Снегу́рочка)
- 1953: Bracia Lu (Братья Лю)
- 1954: Kozioł-muzykant (Козёл-музыкант)
- 1954: Złota antylopa (Золотая антилопа)
- 1954: Opowieść o polnych kurkach (Оранжевое горлышко)
- 1954: Wszystkie drogi prowadzą do bajki (Стрела улетает в сказку)
- 1955: Co to za ptak? (Это что за птица?)
- 1955: Niecodzienny mecz (Необыкновенный матч)
- 1955: Dzielny zając (Храбрый заяц)
- 1956: Bajka o przebiegłym szakalu i dobrym wielbłądzie (Шакалёнок и верблюд)
- 1957: W pewnym królestwie (В некотором царстве)
- 1960: To ja narysowałem ludzika (Человечка нарисовал я)
- 1962: Dzikie łabędzie (Дикие лебеди)